# Paroigolaimella coprophaga
Paroigolaimella coprophaga är en rundmaskart. Paroigolaimella coprophaga ingår i släktet Paroigolaimella, och familjen Diplogasteridae. Arten är reproducerande i Sverige.